# Harrogate Convention Centre

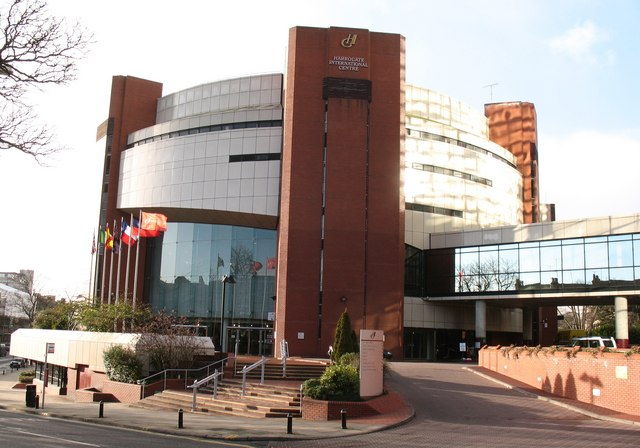
Das Harrogate Convention Centre (hier 2008 als Harrogate International Centre)

Das Harrogate Convention Centre (bis 2017 Harrogate International Centre) ist das Kongress- und Messezentrum in der nordenglischen Stadt Harrogate. Das Center gehört zu den größten Veranstaltungszentren im Vereinigten Königreich.
Die Halle wurde pünktlich zum Eurovision Song Contest 1982 eröffnet. Neben dem Auditorium mit 2000 Sitzplätzen gibt es eine barock geschmückte Royal Hall mit 1000 und die Queens Suite mit 600 Sitzplätzen. Des Weiteren stehen acht Mehrzweckräume zur Verfügung. Eine Sanierung und Erweiterung der Räumlichkeiten wurde bis 2014 ausgeführt.
Im Center finden Konzerte, Festivals, Messen, Tagungen, Ausstellungen sowie Hochzeiten oder Firmenfeiern statt.